# Liste der Biografien/Bucz
Liste der Biografien |
Portal Biografien |
Personensuche
# |
A |
B |
C |
D |
E |
F |
G |
H |
I |
J |
K |
L |
M |
N |
O |
P |
Q |
R |
S |
T |
U |
V |
W |
X |
Y |
Z |
?
 
Ba |
Be |
Bd |
Bg |
Bh |
Bi |
Bj |
Bl |
Bm |
Bn |
Bo |
Br |
Bs |
Bu |
Bw |
By |
Bz
 
Bua |
Bub |
Buc |
Bud |
Bue |
Buf |
Bug |
Buh |
Bui |
Buj |
Buk |
Bul |
Bum |
Bun |
Buo |
Buq |
Bur |
Bus |
But–Buz
 
Buca |
Bucc |
Buce |
Buch |
Buci |
Buck |
Bucl |
Buco |
Bucq |
Bucr |
Bucs |
Bucu |
Bucy |
Bucz
Die Liste der Biografien führt alle Personen auf, die in der deutschsprachigen Wikipedia einen Artikel haben. Dieses ist eine Teilliste mit 14 Einträgen von Personen, deren Namen mit den Buchstaben „Bucz“ beginnt.

## Bucz

### Bucze
- Buczek, Barbara (1940–1993), polnische Komponistin, Pianistin und Musikpädagogin
- Buczek, Marian (* 1953), ukrainischer Geistlicher und emeritierter Bischof von Charkiw-Saporischschja
- Buczek, Tomasz (* 1986), polnischer Politiker und Unternehmer

### Buczk
- Buczkowska, Iwona (* 1953), französische Architektin und Stadtplanerin
- Buczkowski, Anja (1930–2010), österreichische Schauspielerin
- Buczkowski, Bob (1964–2018), US-amerikanischer Footballspieler
- Buczkowski, Jen (* 1985), US-amerikanische Fußballspielerin
- Buczkowski, Leonard (1900–1967), polnischer Filmregisseur und Drehbuchautor
- Buczkowski, Leopold (1905–1989), polnischer Schriftsteller, Maler und Grafiker
- Buczkowski, Zbigniew (* 1951), polnischer Schauspieler

### Buczo
- Buczolich, Rudolf (1934–2015), österreichischer Schauspieler, Regisseur und IntendantRudolf Buczolich (1934–2015)

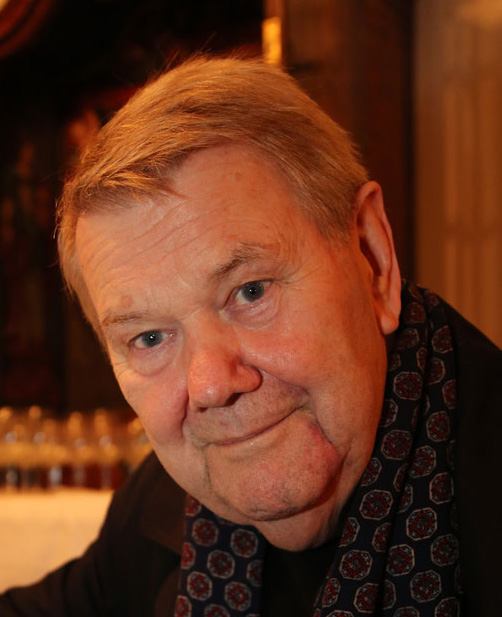
Rudolf Buczolich (1934–2015)

### Buczy
- Buczyńska, Agnieszka (* 1986), polnische Soziologin, Politikerin und Aktivistin der Zivilgesellschaft
- Buczyński, Stanisław (1912–1982), polnischer Dichter
- Buczynski, Walter (* 1933), kanadischer Pianist, Komponist und Musikpädagoge